# Haliotis discus hannai
El abalón verde o abalón coreano "awabi", de nombre científico Haliotis discus hannai es una subespecie de caracol marino dentro de la especie Haliotis discus, perteneciente a la Familia Haliotidae, que agrupa a los abalones u orejas de mar. Esta subespecie se destaca por tratarse del molusco más consumido en el Este de Asia, y por haber sido registrada como especie no nativa en Chile.

## Descripción
Al igual que el resto de abalones y moluscos, tienen un cuerpo blando rodeado de un manto, una cabeza anterior y un gran pie muscular. La concha del abalón es rodondeada u ovalada y tiene una cúpula hacia un extremo, aunque no tan alta, y la concha del abalón japonés es generalmente elíptica. El "caparazón" o la concha de H. discus hannai es delgada y tiene poros respiratorios curvados, en fila, (hoyos o agujeros redondeados que cubren la cavidad respiratoria), entre tres y cinco, abiertos.
La superficie interior de la concha tiene un aspecto iridiscente, ya que está cubierta por un "nácar" o la llamada "madreperla". Bajo el caparazón o de la concha sobresale su pie muscular, que suele tener un gran poder de succión, lo que permite al animal sujetarse con fuerza a los sustratos rocosos. Una estructura sensorial, el epipodio, es una extensión del pie que lleva tentáculos y se proyecta más allá del borde de la concha en el abalón vivo. El epipodio suele estar pigmentado y esto se utiliza a menudo como carácter distintivo entre especies. En H. discus hannai el epipodio tiene un aspecto rayado de color marrón.

## Distribución
H. discus hannai se halla desde Siberia hasta China.
En Japón, su distribución es ampliamente costera, y es más común en las costas de Honshu, Kyushu, Shikoku y la costa del mar de Japón en Hokkaido. Allí, es la única especie que tolera aguas frías, pudiendo sobrevivir por largo periodo con temperaturas del agua de mar inferiores a 5 °C.
También se encuentra en la península de Corea y en algunos lugares de la costa oriental de China continental, especialmente en las provincias de Shandong y Liaoning.
Haliotis discus hannai ha sido registrada como especie no nativa en Chile.

## Hábitat
Marino, bentónico. Generalmente se encuentra en hábitats submareales poco profundos, entre 1 a 5 m de profundidad. Aunque llega hasta 20 m de profundidad.

## Ecología

### Longevidad
El abalón japonés tiene una longevidad de hasta 20 años.

### Tamaño y peso
Su talla máxima es de hasta 18 cm de Longitud Total.

## Relación con el ser humano

### Acuicultura
Se han establecido granjas de cultivo de abalón japonés en muchas partes de Japón, especialmente en los lugares de aguas más frías.
Aunque es una especie de abalón de crecimiento bastante lento, es muy apreciada en el mercado japonés y alcanza los precios más altos de todas las especies de abalón del mundo.
También es la especie de abalón más cultivada en Corea.
En China se cultiva en regiones de aguas más frías, en el norte del país.
H. discus hannai se ha exportado a varios países con fines de acuicultura, y actualmente se cultiva en Chile, Namibia, Irlanda y Hawái.

### Acuicultura en Chile

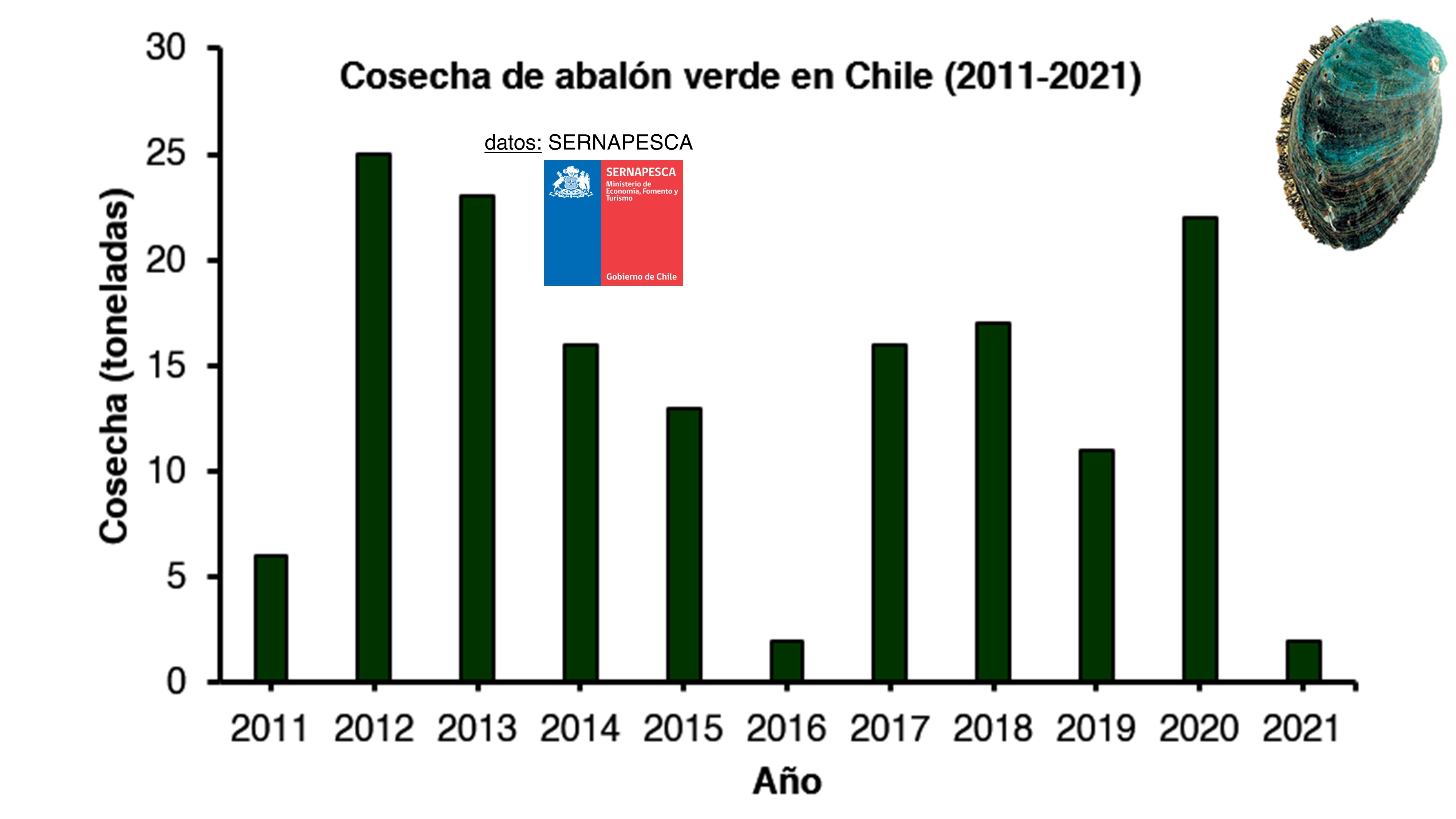
Cosecha anual de abalón rojo en toneladas entre los años 2011 y 2021 en Chile